# 甘德格萨尔文化博物馆
甘德格萨尔文化博物馆，又称甘德县格萨尔文化博物馆、格萨尔博物馆，筹建期间曾称青海甘德格萨尔文化苑，位于青海省果洛藏族自治州甘德县柯曲镇吾勤西路的一座以格萨尔文化艺术为主题的博物馆。该馆于2015年8月11日正式落成。该馆是甘德县标志性建筑之一。

## 建筑
甘德格萨尔文化博物馆坐落在甘德县柯曲镇打鼓山（又称额阿东地勒，丹玛曲尼神山）上，据称该山是文殊菩萨、莲花生大士、绿度母等诸佛菩萨加持过的圣地。该博物馆是一座两层建筑，二楼供奉有印度的八十四位大成就者，一楼供奉格萨尔王三十六位部将和十位王妃，外圈修建有400座小佛塔，塔下安置500个转经筒，并雕刻解脱经文、《菩提道次第广论》等多种经续。

## 寺院
甘德格萨尔文化博物馆寺院是一座藏传佛教觉囊派寺院，由现任寺主大席金刚上师阿旺拉桑坚措仁波切主持修建。

## 旅游
在博物馆附近的柯曲镇德尔文史诗村，也就是2006年被中国社会科学院民族文学研究所和全国《格萨（斯）尔》工作领导小组办公室命名的“德尔文部落《格萨尔》文化史诗村”，修建有格萨尔文化风情园。博物馆一楼同时也是德尔文村说唱《格萨尔》史诗的场所。

## 备注
1. ↑  在2009年11月18日果洛州格萨尔领导小组颁发给该馆的荣誉证书上称“嘉察圣山格萨尔艺术馆”[1]